# Doris Kilias
Doris Kilias, geb. Galuhn, verh. Erpenbeck (* 22. Juli 1942 in Rhein, Landkreis Lötzen, Ostpreußen; † 1. Juni 2008 in Berlin) war eine deutsche Arabistin und Übersetzerin vom Arabischen ins Deutsche.

## Leben und Werk
Nach der Flucht aus Masuren im Jahr 1945 wuchs die Tochter einer Maschinenstrickerin und eines Buchhalters mit älteren Geschwistern in Bernau bei Berlin auf. Angeregt durch Bibliotheksbesuche beschloss sie bereits als Schülerin, Arabisch zu lernen. Sie studierte bis 1965 Arabistik und Romanistik an der Humboldt-Universität zu Berlin, u. a. bei Rita Schober.
Sie arbeitete als Redakteurin für das arabischsprachige Programm von Radio Berlin International sowie für die Weimarer Beiträge. Sie heiratete den Physiker John Erpenbeck und bekam 1967 eine Tochter. 1968 absolvierte sie ein Zusatzstudium in Kairo, wobei sie aber ihre Tochter in der DDR zurücklassen musste. Nach der Rückkehr arbeitete sie weiter in Ost-Berlin. 1974 wurde sie an der Karl-Marx-Universität Leipzig über ägyptische Kurzprosa promoviert.
Seit 1976 arbeitete sie als wissenschaftliche Mitarbeiterin am Institut für Romanistik der Humboldt-Universität. 1984 folgte in Berlin die Promotion B (entspricht einer Habilitation) über algerische Literatur. Noch zu DDR-Zeiten begann sie, für den Schweizer Unionsverlag als Übersetzerin zu arbeiten. An der Humboldt-Universität war sie die einzige Expertin für moderne arabische Literatur und hoffte nach der deutschen Wiedervereinigung (laut Wolfgang G. Schwanitz berechtigterweise), auf eine Professur berufen zu werden. Als nach Auflösung des Fachbereichs Asien- und Afrikawissenschaften der Humboldt-Universität im Zuge einer Evaluierung keine Abteilung für Arabistik eingerichtet wurde, wurde sie jedoch 1995 entlassen. In den folgenden Jahren arbeitete sie als freischaffende Übersetzerin.
Kilias übertrug zahlreiche Werke von Nagib Mahfuz, Mohamed Choukri, Gamal al-Ghitani, Miral Al-Tahawi, Rajaa Alsanea, Baha Taher, Ibrahim Aslan, Emily Nasrallah und anderen arabischsprachigen Autoren ins Deutsche. 1999 wurde sie „für ihre präzisen, Einblick in eine andere Kultur gewährenden Übersetzungen der Romane des ägyptischen Nobelpreisträgers Nagib Mahfuz“ mit dem Jane Scatcherd-Preis der Heinrich Maria Ledig-Rowohlt-Stiftung ausgezeichnet. Immer wenn in Rezensionen ihrer Übersetzungen die Sprache der arabischen Autoren hervorgehoben wurde, ohne dass ihr Name erwähnt wurde, reagierte sie mit Unverständnis: „Die denken wohl, der schreibt auf Deutsch!“
Kilias war die Mutter der Schriftstellerin Jenny Erpenbeck und in zweiter Ehe ab 1987 mit dem Biologen Rudolf Kilias verheiratet.

## Schriften
- Die moderne ägyptische Kurzgeschichte: gesellschaftspolitische, nationale und literarhistorische Aspekte. Diss. A, Universität Leipzig 1974
- Die arabophone Literatur als Bestandteil der Nationalliteratur Algeriens unter besonderer Berücksichtigung der spezifischen Bedingungen der Herausbildung von Nation und Nationalbewusstsein. Diss. B, Humboldt-Universität, Berlin 1984